# Секс. До и после
«Секс. До и после» — российский комедийный телесериал, ставший режиссёрским дебютом Дарьи Мороз.
Премьера состоялась 12 октября 2023 года в онлайн-кинотеатра Okko.
Телесериал стал победителем фестиваля «Новый сезон» в категории «Открытие „Нового сезона“».

## Сюжет
Телесериал состоит из 14 новелл, каждая из которых рассказывает историю отношений одной из влюблённых пар. При этом секс всегда остаётся за кадром. Постоянными действующими лицами в каждой серии являются только сотрудники бара «Лёд», которые становятся свидетелями знакомств, свиданий, случайных разговоров.

## В ролях
Сотрудники бара
| Актёр                 | Роль                                 |
| --------------------- | ------------------------------------ |
| Дарья Мороз           | Дарья администратор бара (все серии) |
| Вячеслав Чепурченко   | Слава бармен (все серии)             |
| Кирилл Власов         | Кирилл официант (все серии)          |
| Антон Рогачёв         | Антон официант (все серии)           |
| Кристина Александрова | Кристина официантка (1-9 серии)      |
| Игорь Верник          | Игорь владелец бара (9 серия)        |
| Виктория Агалакова    | Вика официантка (10-14 серии)        |

Посетители
| Актёр               | Роль                                  |
| ------------------- | ------------------------------------- |
| Анна Снаткина       | Олеся (1 серия)                       |
| Григорий Калинин    | Клим стендапер (1 серия)              |
| Игорь Миркурбанов   | Олег (2 серия)                        |
| Павел Чинарёв       | Никита (2 серия)                      |
| Ангелина Пахомова   | Саша девушка Олега и Никиты (2 серия) |
| Ангелина Стречина   | Юля (3 серия)                         |
| Сергей Горошко      | Сергей (3 серия)                      |
| Ян Цапник           | Эдуард (4 серия)                      |
| Евгения Дмитриева   | Эльвира (4 серия)                     |
| Артём Быстров       | Максим (5 серия)                      |
| Ксения Теплова      | Ксюша (5 серия)                       |
| Наталья Рогожкина   | жена (6 серия)                        |
| Константин Юшкевич  | муж (6 серия)                         |
| Яна Кошкина         | Зина (6 и 12 серии)                   |
| Дарья Верещагина    | веганка (7 серия)                     |
| Олег Гаас           | мясоед (7 серия)                      |
| Наталья Кудряшова   | Наталья (8 серия)                     |
| Антон Кузнецов      | Бобылёв (8 серия)                     |
| Марина Александрова | Марина феминистка (9 серия)           |
| Никита Кологривый   | Никита (11 серия)                     |
| Мария Лапшина       | Мария (11 серия)                      |
| Гоша Куценко        | Денис (12 серия)                      |
| Даниил Воробьёв     | Костя (13 серия)                      |
| Александр Горбатов  | Андрей (13 серия)                     |
| Светлана Иванова    | Полина (13 серия)                     |
| Виталий Кищенко     | Сергей Михайлович Гриньков (14 серия) |
| Елена Подкаминская  | Евгения (14 серия)                    |
| Дмитрий Маликов     | камео (14 серия)                      |

## Список серий

### 1 сезон
| Серия | Название                   | Дата премьеры   |
| ----- | -------------------------- | --------------- |
| 1     | «В начале было слово»      | 12 октября 2023 |
| 2     | «Молочные братья»          | 12 октября 2023 |
| 3     | «Пять вопросов»            | 12 октября 2023 |
| 4     | «Сорок пять»               | 12 октября 2023 |
| 5     | «Знакомство и точка»       | 19 октября 2023 |
| 6     | «Трио»                     | 19 октября 2023 |
| 7     | «Веганство»                | 19 октября 2023 |
| 8     | «Если друг оказался вдруг» | 19 октября 2023 |
| 9     | «Феминизм»                 | 26 октября 2023 |
| 10    | «Бармен»                   | 26 октября 2023 |
| 11    | «Ребёнок для друга»        | 26 октября 2023 |
| 12    | «Правда»                   | 2 ноября 2023   |
| 13    | «Сатисфакция»              | 2 ноября 2023   |
| 14    | «Любовь»                   | 2 ноября 2023   |

## Производство
Сериал снят продюсерским центром Originals Production и NORM PRODUCTION по заказу онлайн-кинотеатра Okko.
Съёмки проходили с января по март 2023 года в Москве.

## Реакция
Сериал получил в основном положительные оценки российских кинокритиков.
Елена Зархина (Film.ru): «Несмотря на короткий хронометраж каждой серии, режиссёр Дарья Мороз отдаёт предпочтение длинным планам, превращая камеру в своего невидимого спутника. Отказывается Мороз и от агрессивного монтажа, достигая нужной динамики и накала не частотой монтажных склеек, а с помощью сценарной ловкости. Диалоги героев живые, хлёсткие, юмор действительно смешной, а возникающая между ними химия достоверна».
Сергей Ефимов («Комсомольская правда»): «„Секс. До и после“ — ни в коей мере не серьезный разговор о единстве и борьбе противоположностей мужского и женского, о новых, доселе незамеченных гранях этого вечного процесса в оболочке комического. Нет, это просто смешные (или не очень смешные) сценки — пусть не такие грубые и тупые, как в „Беспринципных“, но всё же недалеко он них ушедшие».

## Награды
- 2023 – премия фестиваля «Новый сезон» в категории «Открытие Нового сезона» и второе место в категории  «Самый ожидаемый сериал»